# Conophymacris nigrofemora
Conophymacris nigrofemora är en insektsart som beskrevs av Liang och F.M. Lin 1993. Conophymacris nigrofemora ingår i släktet Conophymacris och familjen Dericorythidae. Inga underarter finns listade i Catalogue of Life.